# Comuna de Sulechów
Sulechów (polaco: Gmina Sulechów) é uma gminy (comuna) na Polónia, na voivodia da Lubúsquia e no condado de Zielonogórski. A sede do condado é a cidade de Sulechów.
De acordo com os censos de 2019, a comuna tem 26 588 habitantes, com uma densidade 112 hab/km².

## Área
Estende-se por uma área de 236,66 km², incluindo:
- área agricola: 49%
- área florestal: 39%

## Demografia
Dados de 30 de Junho 2019:
|                      | Total   | Total | Mulheres | Mulheres | Homens  | Homens |
| -------------------- | ------- | ----- | -------- | -------- | ------- | ------ |
|                      | pessoas | %     | pessoas  | %        | pessoas | %      |
| População            | 26 588  | 100   | 13 555   | 51,5     | 13 033  | 48,5   |
| Densidade (pop./km²) | 112     | 100   | 57       | 57       | 54      | 54     |

De acordo com dados de 2002, o rendimento médio per capita ascendia a 1422,92 zł.

## Subdivisões
- Brody, Brzezie k. Sulechowa, Buków, Cigacice, Głogusz, Górki Małe, Górzykowo, Kalsk, Karczyn, Kije, Klępsk, Krężoły, Kruszyna, Leśna Góra, Łęgowo, Mozów, Nowy Świat, Obłotne, Okunin, Pomorsko.

## Comunas vizinhas
- Babimost, Czerwieńsk, Kargowa, Skąpe, Szczaniec, Świebodzin, Trzebiechów, Zielona Góra